# Agrotis rutae
Agrotis rutae is een vlinder uit de familie uilen (Noctuidae). De wetenschappelijke naam is voor het eerst geldig gepubliceerd in 1939 door Rebel.
De soort komt voor in Europa.